# مقطع تحصیلی

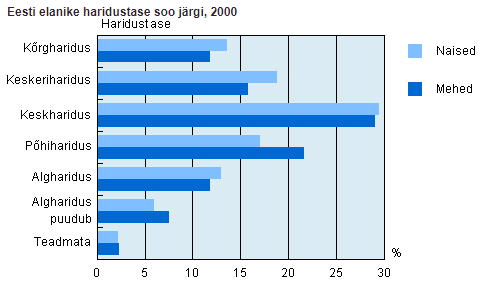
نمودار پیشرفت تحصیلی ساکنان استونی بر اساس جنسیت، سال ۲۰۰۰

مقطع تحصیلی یا مرحله آموزشی یا پایهٔ تحصیلی به اجزای تحصیلات رسمی گفته می‌شود که آموزش پیش‌دبستانی، آموزش ابتدایی، آموزش متوسطه، آموزش عالی (آموزش دانشگاهی) را در بر می‌گیرد. سازمان جهانی یونسکو ۷ مرحله را در استاندارد خود (ISCED) در نظر گرفته است که از سطح صفر (پیش‌دبستانی) تا سطح ۶ (مرحله دوم آموزش عالی) را شامل می‌شود. در اداره بین‌المللی تحصیلات یونسکو، یک پایگاه داده از نظام‌های آموزشی تمام کشورها به همراه سطوح تحصیلی وجود دارد.